# Гойко Митич
Гойко Митич (серб. Гојко Митић; *13 червня 1940, Лесковац, Королівство Югославія) — югославський та німецький актор, етнічний серб. Мешкає у Берліні, в районі Копенік.

## Життєпис
Народився 13 червня 1940 року в містечку Лесковац у Моравській бановині на півдні Сербії, Королівства Югославії в сім'ї фермера Живоїна Митича. З дитинства захоплювався спортом: грав у футбол, гандбол, займався легкою атлетикою та гімнастикою. Закінчив Факультет спорту і фізичної культури Белградського університету. Був учасником збірної Югославії з веслування.
З 1960 року працював каскадером в кіно. В англійському фільмі «Ланцелот та королева» (1961) Гойко Митич дублював як каскадер головного героя. Виконував невелику роль синьйора де ла Нотте в італійському фільмі «Венеціанські катакомби» (1962). Знімався в епізодах у серії фільмів про Віннету — екранізаціях творів Карла Мая.

## Фільми про індіанців
У 1964 році кінематографісти НДР на кіностудії ДЕФА розпочали зйомку циклу фільмів про індіанців. Першим фільмом серії стали «Сини Великої Ведмедиці». Зйомки відбувалися на території Югославії, і чехословацький режисер фільму Йозеф Мах вибрав на головну роль індіанського вождя Гойко Митича.
У 1966 році актор переїхав у Східний Берлін, де продовжував зніматися в фільмах про індіанців. У 1967 році на екрани вийшов фільм «Чингачгук-Великий змій», знятий за романом Купера «Звіробій», в якому Митич зіграв головну роль.
Згодом вийшли фільми «Слід сокола», «Білі вовки», «Смертельна помилка», «Оцеола», «Текумзе», «Апачі», «Ульзана», «Брати по крові» (для радянського прокату дублював актор Павло Морозенко), «Вождь Біле перо» (для радянського прокату дублював актор Володимир Шнипар).
У роботі над «Апачами» та «Ульзаною» Гойко Митич брав участь також як режисер. Ряд фільмів було знято в СРСР («Текумзе» — в Криму, «Ульзана» — поблизу Самарканду), а «Вождь Біле перо» — в Монголії.

## Робота в театрі та на телебаченні
Після спаду глядацького інтересу до індіанської тематики Гойко Митич знімався на німецькому телебаченні (телесеріал «Архів смерті», телеспектакль «Слуга двох панів»), а також в кіно, але не на індіанську тематику.
З 1975 року також грав у театрі. З 1992 року — актор Мекленбурзького театру (м. Шверін), зараз працює в театрі м. Бад-Зегеберг. На театральній сцені зіграв ролі Фабіана в п'єсі Віктора Гюго «Марія Тюдор», Спартака, Робін Гуда, Труфальдіно. Крім того, Гойко Митич поставив декілька дитячих фільмів.
У 1988 році в прокат вийшов тринадцятий фільм з серії вестернів про індіанців «Мисливці в преріях Мексики» режисера Ганса Кнетшца. У 1980-ті — 90-ті роки деякі фільми з участю Гойко Митича були закуплені для прокату в США.
Востаннє знявся у телефільмі індіанської тематики 2016 у 3-частинному серіалі «Віннету — міф живе» (Winnetou — Der Mythos lebt).
З середини 80-х років і до цього часу грає роль Віннету на щорічному театралізованому фестивалі Карла Мая в Бад-Зегебергу поблизу Гамбурга.
У 80-ті роки був ведучим спортивної програми на телебаченні НДР.
В 1996 році вийшли друком мемуари «Гойко Митич: Спогади» видавництва Ullstein.
До 2000 року Гойко Митич залишався громадянином Югославії, потім прийняв німецьке громадянство.

## Громадянська позиція
Свідомо порушив держкордон України, ігнорував факт російської агресії — брав участь у російських пропагандистських заходах у окупованому Криму. Фігурант бази даних центру «Миротворець» як особа, що становить загрозу національній безпеці України і міжнародному правопорядку.

## Вибрана фільмографія

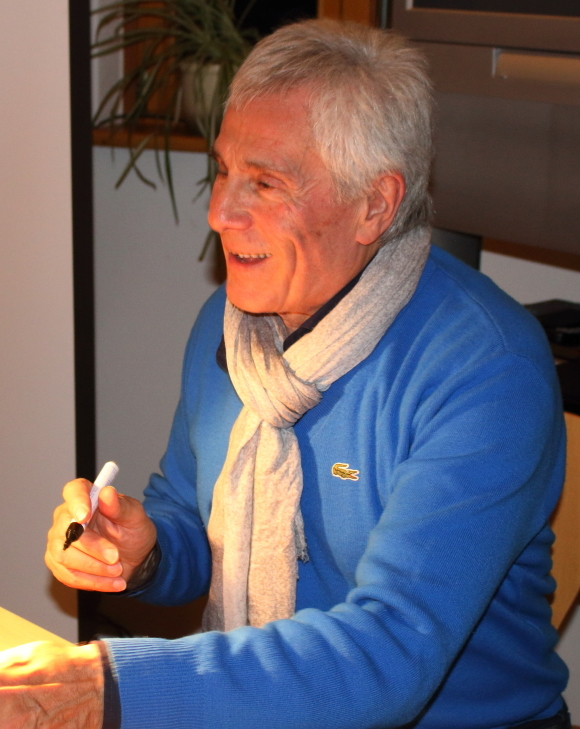
Гойко Митич у 2016 р.

- «Серед шулік» (1964, Вокаде, вождь шошонів)
- «Сини Великої Ведмедиці» (1966, Токеї-іто)
- «Чінгачгук-Великий змій» (1967, Чінгачгук)
- «Слід сокола» (1968, Зіркий Сокіл, вождь)
- «Білі вовки» (1969, Зіркий Сокіл, вождь племені дакота)
- «Смертельна помилка» (1969, Чорний Барс)
- «Оцеола» (1971, Оцеола)
- «Текумзе» (1972, Текумсе)
- «Апачі» (1973, Ульзана)
- «Ульзана» (1974, Ульзана)
- «Брати по крові» (1975, Тверда Скеля)
- «Северіно» (1978, Северіно)
- «Я хочу вас бачити» (1978, Муратов)
- «Архів смерті» (1980, Борис)
- «Вождь Біле перо» (1983)
- «Фронт без пощади» (1984)
- «Мисливці в преріях Мексики» (1988)
- «Балканський рубіж» (2019, Горан Міліч)

## Нагороди
- Медаль Еріха Вайнерта[de] — 1969 р., (Еріх Вайнерт);
- Золота курка[de] — 2006 р.
- Нагорода Гебрюдера Каріка,
- Золота голка діаспори[4].

## Вшанування
На його честь названо астероїд 147595 Гойкомитич